# Borekunte, Madhugiri
Borekunte là một làng thuộc tehsil Madhugiri, huyện Tumkur, bang Karnataka, Ấn Độ.